# باکون جاستیس مولوتو
باکون جاستیس مولوتو (متولد ۲۶ ژوئیه ۱۹۴۴) یک وکیل سابق اهل آفریقای جنوبی است که به عنوان قاضی در دادگاه کیفری بین المللی برای یوگسلاوی سابق (ICTY) در لاهه خدمت کرده است.

## سنین جوانی و تحصیل
مولوتو مدرک حقوق را از دانشگاه آفریقای جنوبی گرفت.

## حرفه
او به مدت ده سال از ۱۹۹۵ تا سال ۲۰۰۵، قاضی دادگاه دعاوی زمین آفریقای جنوبی بود و به اختلافات ناشی از قوانین زیربنای طرح های اصلاحات ارضی این کشور رسیدگی می کرد. از ۱۷ نوامبر ۲۰۰۵ او عضو ICTY است و در حال حاضر یکی از سه قاضی است که دادگاه راتکو ملادیچ را ریاست می کند.
مولوتو در ۶ سپتامبر ۲۰۱۱ در حکمی که ژنرال مومچیلو پریشیچ را در دادگاه بین‌المللی کیفری بین‌الملل محکوم می‌کرد، نظر مخالف اکثریت را ارائه کرد.